# Cattedrale di Lincoln

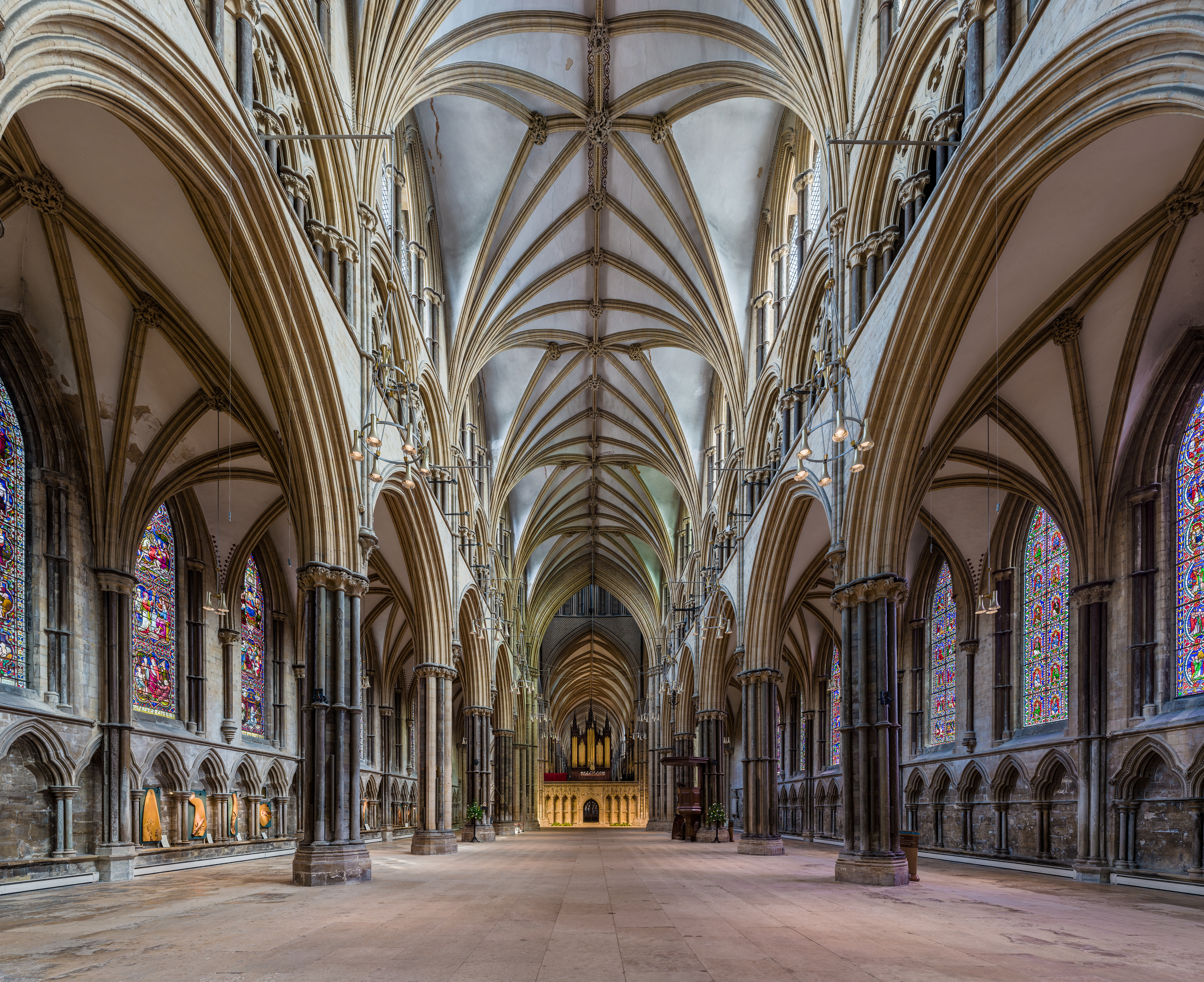
Interno

La cattedrale di Lincoln (nome originale Cathedral Church of the Blessed Virgin Mary of Lincoln, o in forma abbreviata St. Mary's Cathedral) è una cattedrale storica, situata a Lincoln in Inghilterra, sede della diocesi anglicana di Lincoln.
La sua torre centrale, di 82 metri, resta fra le più alte d'Europa tra quelle prive di guglia. Prima del crollo della guglia originale (avvenuto nel 1549), la torre della cattedrale, con i suoi 160 metri, era la più alta costruzione del mondo, primato che strappò, dopo oltre 3 800 anni, alla Piramide di Cheope.
È il prototipo completo di architettura gotica inglese; presenta tutti i caratteri distintivi: policromia dei marmi, elevata decorazione delle volte e attenzione al senso orizzontale della composizione. Presenta due transetti di diverse dimensioni e un coro rettilineo tipicamente inglese; suddiviso in due: il coro di Sant'Ugo e il coro degli Angeli. Il coro di Sant'Ugo presenta copertura con le classiche volte a crociera che vengono sdoppiate per creare un effetto di maggiore decorazione. In alzato presenta due ordini di arcate sovrapposte, un ordine di archi trilobati distanziati dalla parete e archi ad ogiva nascosti affiancati alla parete. Il coro degli Angeli è decorato con la presenza di rosoni polilobati e profili delle arcate ricchi di modanature. Nella facciata si nota lo sviluppo della partitura orizzontale, si tende a estendere la facciata decorata con nicchie e colonnine arcuate.

## Storia
Consacrata nel 1092, è stata edificata dal vescovo Remigio su ordine di Guglielmo il Conquistatore, pochi anni dopo il trasferimento a Lincoln della sede vescovile da Dorchester on Thames, fondando così l'antica diocesi di Lincoln.
La chiesa ha svolto un ruolo di primo piano nella storia inglese. Un suo vescovo fu tra i firmatari della Magna Carta, di cui una copia originale è tuttora conservata nel castello adiacente.
Universalmente ammirata come esempio del gotico classico inglese, è sopravvissuta nel corso dei secoli a terremoti, incendi e crolli strutturali.
Nel 1141, o forse prima, la cattedrale fu danneggiata da un incendio. Alessandro di Lincoln (Vescovo di Lincoln, 1123-1148) la fece riparare e ingrandire, ma nel 1185 un terremoto ne danneggiò nuovamente la struttura.
Questa volta toccò a Ugo di Lincoln (Vescovo di Lincoln, 1186-1200) a far cominciare i lavori di ricostruzione della cattedrale nel 1192. 
Egli utilizzò uno stile gotico, sostituendo gli originari archi a tutto sesto con archi a sesto acuto.
Anche se gran parte dei lavori di ricostruzione furono completati nel 1239, essa è ancora oggi in fase di ristrutturazione.